# Trześń (powiat Mielecki)
Trześń is een dorp in de Poolse woiwodschap Subkarpaten. De plaats maakt deel uit van de gemeente Mielec en telt 1291 inwoners.